# Похідний позов
Похідний позов — в теорії корпоративного права — це позов учасника (акціонера) компанії, який він подає від імені компанії до третьої особи (як правило, директора компанії). Похідний позов є засобом захисту інтересів компанії, а не її акціонера, і застосовується лише тоді, коли органи управління компанії ухиляються від подачі позову до особи, яка завдала компанії збитків. Право на вжиття заходів для захисту компанії тоді надається її акціонеру або декільком акціонерам, що діють спільно. 
В Україні — на відміну від загальнотеоретичної позиції — акціонер діє від власного імені, звертаючись з позовом не до директора товариства, а до самого товариства і третьої особи, з якою товариство уклало невигідний для себе договір. Предметом похідного позову є визнання такого договору недійсним із наступною двосторонньою реституцією.

## Позиція до жовтня 2008 року
До 2008 року, коли Верховний Суд України заборонив судам приймати до провадження похідні позови акціонерів , похідні позови набули в Україні неабиякого поширення. Однак в більшості випадків акціонери зловживали цим правом. Вони, як правило, діяли в інтересах третіх осіб, мета яких полягала скоріше в ускладненні діяльності товариства, ніж в захисті його інтересів. Будь-який укладений товариством договір міг в будь-який момент стати жертвою позову найдрібнішого акціонеру і товариству доводилось відволікати зусилля на захист від надуманих позовів.
У більшості юрисдикцій акціонер повинен довести, що він діє добросовісно і дійсно в інтересах товариства, перш ніж суд прийме похідний позов до провадження. При доведенні цього суд приймає до уваги, чи дійсно задоволення позову може суттєво поліпшити положення компанії; чи існує імовірність того, що компанія або більшість її акціонерів схвалили би оспорювану угоду; чи відмовилась компанія від подачі позову свідомо на підставі колегіального рішення; і чи існують у акціонера підстави подати позов від власного імені замість того щоб діяти від імені компанії.
Відмовляючи судам у можливості порушувати провадження за похідними позовами, Верховний Суд, мабуть, виходив із припущення, що суди не зможуть об'єктивно з'ясувати наміри акціонера, і тому вирішив взагалі відмовитись від похідних позовів.

## Реформа законодавства 2009-2011 рр.
З набуттям чинності Закону України «Про акціонерні товариства» право на похідний позов повернулось до правового поля України в контексті регулювання правочинів з заінтересованістю. Автори українського закону орієнтувались на модель правового регулювання, запроваджену в Росії статтею 84 Федерального Закону «Про акціонерні товариства», яка надає право на позов про визнання недійсною угоди із заінтересованістю як товариству, так і будь-якому з його акціонерів. Втім, в Україні російський досвід не прижився, і у березні 2011 р. набув чинності закон, яким акціонери були позбавлені права на оскарження угод із зацікавленістю.
Вищий господарський суд при вирішенні конкретних справ вказує, що акціонер має право звертатись із позовом про визнання недійсною угоди, укладеної товариством із третьою особою, лише коли він уповноважений на це самим товариством, або якщо таке право надається йому статутом товариства.
У багатьох юрисдикціях, що не належать до англо-американської сім'ї права (наприклад, у Німеччині), баланс інтересів стабільності укладених товариством правочинів і дійсних інтересів великих зовнішніх акціонерів досягатиметься шляхом надання права на похідний позов лише портфельним акціонерам і іншим акціонерам, які володіють суттєвою кількістю акцій. Поріг встановлюється, як правило, на рівні 5 відсотків. В Англії такий поріг не встановлено і будь-який з акціонерів має право на похідний позов.

## Виноски
1. ↑  Див., наприклад, ст. 260 Закону Великої Британії «Про компанії»: A derivative claim may be brought by a member of company seeking relief for the company only in respect of a cause of action (i) vested in the company and (ii) arising from an actual or proposed act or omission involving negligence, default, breach of duty or breach of trust by a director of the company. The cause of action may be against the director or other person (or both)
2. ↑  п.51 Постанови Пленуму Верховного суду України № 13 від 24.10.2008 року «Про практику розгляду судами корпоративних спорів»: "Законом   не   передбачено   право  акціонера  (учасника)господарського товариства звертатися до суду за захистом  прав  чи охоронюваних   законом   інтересів   товариства  поза  відносинами представництва.  На  цій  підставі  господарським  судам  належить відмовляти  акціонерам  (учасникам)  господарського  товариства  в задоволенні позову про укладення,  зміну,  розірвання чи  визнання недійсними  договорів та інших правочинів,  вчинених господарським товариством".
3. ↑  Див., наприклад, ст. 263 Закону Великої Британії «Про компанії»
4. ↑  Davies, P. (2008), Gower and Davies' Principles of Modern Company Law, Sweet&Maxwell, London, p. 611